# 姫巫女
『姫巫女』（ひめみこ）は、2006年2月3日にRaSeNより発売された日本の18禁アドベンチャーゲーム。幻灯奇譚ノベルという独自のジャンルが設定されている。
2008年9月19日に縁 -yukari-より続編である『姫巫女 繊月』が発売された。

## 概要
『鬼』と呼ばれる精霊の成れの果ての異形の化け物と、鬼と戦うことのできる力、巫力を持つ巫女『姫巫女』の戦いを描く触手凌辱物。
普段はゲーム画面全体に文字が表示されるビジュアルノベルのスタイルで進行していくが、イベントシーンやHシーンでは画面下のウィンドウ内に文字が表示されるアドベンチャーゲームのスタイルに画面が切り替わる。

## ストーリー
主人公の土岐穂乃香はある夜、図書館帰りの夜道で鬼と遭遇し襲われていたところを姫巫女によって助けられたが、その夜のことは記憶を消され悪い夢として認識していた。しかし翌日再度鬼と遭遇し、がむしゃらに抵抗している中で巫力に目覚め鬼を殲滅した。自分に鬼から人々を助けることのできる力が宿っていることを認識した穂乃香は、姫巫女となり鬼と戦うことを決意する。

## 登場人物
土岐 穂乃香（とき ほのか）
声：大波こなみ
本編の主人公。長い黒髪をポニーテールにして束ねている。医者を目指す心優しい普通の学生であったが、鬼に襲われた際に巫力に目覚め人々を守るために姫巫女となった。父方の祖先が男子しか産まれず途絶えてしまった姫巫女の名家「朱鷺家」で、隔世遺伝で穂乃香に巫力が備わった。
鶴来 真魚（つるぎ まな）
声：北都南 / 深井晴花（繊月）
姫巫女・白兎隊の副隊長。規律に厳しく、他人をすぐ叱るが面倒見は良い。「鶴来家」の女性は代々姫巫女になる姫巫女の名家で、姫巫女という仕事に誇りを持っている。世間の常識に疎く、隊長の小鳥にデタラメを教えられてはからかわれている。
雀宮 小鳥（すずみや ことり）
声：未来羽
姫巫女・白兎隊の隊長。実力はあるのだが、ずぼらでいい加減な性格でゲームやビールが大好き。しかし姫巫女の本分はわきまえている。家事や事務的な事は全て副隊長の真魚に任せている。
綾文 すずり（あやふみ すずり）
声：金田まひる
姫巫女と同じく鬼と戦う力を持ちながらも姫巫女には所属をしない『滅鬼』の少女。幼い容姿をしているがそれは過去に鬼に襲われた際に魂が傷つき成長が止まったためであり、実年齢は穂乃香と同じくらい。亡き姉の綾文沫莉は姫巫女であった。
藤沢 美由（ふじさわ みゆ）
声：芹園みや
穂乃香のクラスメイト。いつも明るくムードメーカーではあるのだが、勉強が大嫌いで宿題はいつも穂乃香に見せてもらって写している。
小原 幸（おはら さち）
声：草柳順子
穂乃香のクラスメイト。お嬢様口調だが、下に妹弟が3人いて普段から面倒を見てきたため家庭的でオバサン臭い。

## スタッフ
- シナリオ：有島悠也、assault、紅葉一葉
- 原画：浅賀葵

## 姫巫女 繊月
『姫巫女 繊月』（ひめみこ せんげつ）は2007年4月のRaSeNの解散後、そのメインスタッフを引き継いで結成された縁 -yukari-の第一弾として2008年9月19日に発売された。
姫巫女・弐（仮題）としてゲームの開発自体は2007年4月のRaSeN解散以前より開始していた。

### 概要
主人公に前作で人気の高かった綾文すずりを据えた前作の後日談。
前作と同じく普段はビジュアルノベルのスタイル、Hシーンはアドベンチャーゲームのスタイルとなるが、今作ではさらに『裏言』というシステムが搭載され、文章の一部が変色していた場合、そこをクリックすると画面が切り替わり用語の解説や隠された物語が見られる。ただしバックログでは裏言は表示されない。
前作にも登場したキャラクターは鶴来真魚の声優が北都南から深井晴花に変更された他は同じキャストとなっている。

### ストーリー
姫巫女・虹鶏隊の隊員が白兎隊の管轄地で鬼に捕らえられ消息を絶った。白兎隊に調査の協力を求める虹鶏隊であったが、両隊の隊長は犬猿の仲で…

### 登場人物
前作にも登場するキャラクターについては前作の登場人物の節も参照のこと。
綾文 すずり（あやふみ すずり）
声：金田まひる
本編の主人公。友人の穂乃香と行動することが多く、周囲からは白兎隊の一員のように見られているが、本人は否定している。
土岐 穂乃香（とき ほのか）
声：大波こなみ
前作の主人公。姫巫女・白兎隊の隊員。
鶴来 真魚（つるぎ まな）
声：深井晴花
姫巫女・白兎隊の副隊長。
雀宮 小鳥（すずみや ことり）
声：未来羽
姫巫女・白兎隊の隊長。沫莉とは親友であった。
綾文 沫莉（あやふみ まつり）
声：草柳順子
すずりの姉で故人。小鳥や麗愛とは親友と呼べる間柄であった。おしるこが大好き。
来長 麗愛（きなが れあ）
声：井村屋ほのか
姫巫女・虹鶏隊の隊長。白兎隊と虹鶏隊は地区が隣接していることもあり関係することは多いのだが、小鳥とは犬猿の仲。
各務 此葉（かがみ このは）
声：芹園みや
姫巫女・虹鶏隊の副隊長。真魚とは古くからの知り合い。戦闘能力は無いが治癒能力に長けている。
烏丸 咲夜（からすま さくや）
声：榎津まお
姫巫女・虹鶏隊の切り込み隊。
藤沢 美由（ふじさわ みゆ）
声：芹園みや
穂乃香のクラスメイト。前作では髪は赤かったが、今作では青髪になっている。
小原 幸（おはら さち）
声：草柳順子
穂乃香のクラスメイト。

### スタッフ
- シナリオ：有島悠也、モーリー
- 原画：浅賀葵